# Бенедикт X (антипапа)
Бенедикт X (Benedetto X, Benedikt X; † между 1073 и 1085, Рим), роден Йоан Минций (на италиански: Giovanni Mincio, също Giovanni dei Conti di Tuscolo), е антипапа от 5 април 1058 до април 1059 г.

## Произход и духовна кариера
Син е на Гвидо, граф на Тускулум от фамилията Теофилакти.
Той е епископ на Велетри и след смъртта на папа Стефан IX на 29 март 1058 г. е издигнат за папа от римските благородници, противниците на църковната реформа. През януари 1059 г. на синод в Сутри под ръководството на Григорий VII и Николай II той е екскомуникиран. Свален на Латеранския синод от 1060 г., той умира между 1073 и 1085 г. в манастир в Рим. Погребан е по времето на понтификата на Григорий VII с папски почести.